# Gaia 1
Gaia 1 — звёздное скопление, открытое в 2017 году космическим телескопом Gaia. Является массивным ярким скоплением, но на земном небе его свет затеняется излучением ярчайшей звезды неба — Сириуса, находящегося в 10' западнее. Эффективный радиус скопления составляет около 9 парсеков в предположении расстояния до скопления 4600 пк; масса оценивается в 22 тысячи масс Солнца.
Скопление было обнаружено статистическим методом при анализе полученного Gaia распределения звёзд. Показана значительная концентрация звёзд вблизи Сириуса. Были выявлены около 1200 звёзд до видимой звёздной величины 19 в фотометрической системе Gaia. Анализ данных 2MASS позволил выделить ветвь красных гигантов и красное сгущение, что дало информацию о абсолютной звёздной величине и, следовательно, расстоянии до скопления. Метод совмещения наблюдаемой и теоретической ветвей красных гигантов позволил оценить возраст скопления.